# 科尔索
科尔索（法語：Corseaux）是瑞士联邦西部法语区的沃州下设的一个镇。在行政上属于湖滨高地区管辖。科尔索的总面积为1.06平方公里。截至2010年底，总人口为2,053。

## 地理
科尔索位于莱芒湖东北岸。